# SlashFilm
Slashfilm, ou /Film, est un blog sur le cinéma. Il propose des critiques, des entretiens et des bandes-annonces. 
Il est fondé par Peter Sciretta en 2005, et est considéré en 2008 par Time comme faisant partie des blogs intéressants sur le cinéma. Pour ce magazine, c'est un blog alternatif d'actualités et de critiques cinématographiques, un endroit intéressant pour les cinéphiles sérieux qui « veulent savoir ce que leur réalisateur préféré, ou acteur/actrice, prévoit de faire ensuite, voir une bande-annonce ou l'affiche d'un film dont la sortie est prévue dans plusieurs mois, ou découvrir les photos des coulisses des films en cours de production ». C'est un bon observateur, pour le Time, du cinéma indépendant.